# 꽃장사
"꽃장사"는 한국에서 제작된 안종화 감독의 1930년 영화이다. 최남산 등이 주연으로 출연하였고 박윤수 등이 제작에 참여하였다.

## 출연

### 주연
- 최남산
- 김명숙
- 윤명천
- 이계완